# Aimé Schneider
Aimé Schneider (geb. 22. Oktober 1844 in La Fère; gest. 27. März 1932 in Paris) war ein französischer Zoologe und Hochschullehrer an der Universität Poitiers. Er beschäftigte sich vor allem mit der Erforschung von Gregarinen. Sein bedeutendstes Werk ist das 1876 erschienene Contribution à l'étude des grégarines. Sein Schüler Louis-Urbain-Eugène Léger wurde 1898 Professor an der Universität Grenoble. Er benannte nach seinem Lehrer Lithocystis schneideri, einen Parasiten beim Kleinen Herzigel.